# Jean-Claude Defossé
Jean-Claude Defossé geboren als Jean-Claude Dubié (Schaarbeek, 16 maart 1941) is een Belgisch journalist die eveneens politicus was van Ecolo.

## Levensloop
In 1972 werd hij journalist bij de RTBF, waar zijn broer Josy ook actief was. Vervolgens veranderde hij van familienaam om problemen te vermijden en nam de naam "Defossé" aan, de achternaam van zijn moeder.
In 1986 werd Defossé in België en vooral in Wallonië erg bekend wegens de Grote nutteloze werken en maakte daar op de RTBF een reportage over. In 2005 lanceerde hij het actualiteitsprogramma Questions à la Une, waar hij de presentator van werd. In 2006 was hij betrokken bij de controversiële uitzending Bye Bye Belgium, waarin Vlaanderen zich fictief onafhankelijk verklaarde.
In 2009 verliet Defossé de RTBF om in de politiek te stappen. Hij werd lid van de partij Ecolo, waar zijn broer Josy ook lid van was, en voor deze partij hetzelfde jaar nog lid van het Brussels Hoofdstedelijk Parlement en van het Parlement van de Franse Gemeenschap.
Bij de verkiezingen van 2014 was hij wegens zijn 73-jarige leeftijd geen kandidaat meer en werd vervolgens de animator van een actualiteitsprogramma op RTL TVI, de commerciële omroep van Wallonië.